# The Raven (album de Lou Reed)
Pour les articles homonymes, voir Raven.
Cet article concerne l'album de Lou Reed. Pour l'album des Stranglers, voir The Raven.
Albums de Lou Reed
American Poet
(2001) Animal Serenade
(2004)
The Raven est un album de Lou Reed sorti en 2003. Il s'agit d'un album-concept inspiré par l'œuvre d'Edgar Allan Poe.

## Titres
Toutes les chansons sont de Lou Reed.
1. Overture – 1:05
2. Edgar Allan Poe – 3:20
3. Call on Me – 2:07
4. The Valley of Unrest – 2:26
5. A Thousand Departed Friends – 4:58
6. Change – 2:18
7. The Bed – 3:32
8. Perfect Day – 3:27
9. The Raven – 6:30
10. Balloon – 1:01
11. Broadway Song – 3:12
12. Blind Rage – 3:25
13. Burning Embers – 3:22
14. Vanishing Act – 5:23
15. Guilty – 4:54
16. I Wanna Know (The Pit and the Pendulum) – 6:58
17. Science of the Mind – 1:36
18. Hop Frog – 1:46
19. Tripitena's Speech – 2:19
20. Who Am I (Tripitena's Song) – 4:31
21. Guardian Angel – 6:51

## Musiciens
- Lou Reed : chant, guitare
- Mike Rathke : guitare
- Fernando Saunders : basse, guitare
- Tony « Thunder » Smith : batterie
- Friedrich Paravicini : piano, claviers
- Jane Scarpantoni : violoncelle, arrangements des cordes
- Doug Wieselman : saxophones baryton et ténor
- Paul Shapiro : saxophone ténor
- Steve Bernstein : trompette, arrangements des cuivres
- Art Baron : trombone (11)
- Ornette Coleman : saxophone alto (15)
- Frank Wulff : vielle à roue, hautbois
- Kate et Anna McGarrigle : chœurs
- Antoine Silverman : violon
- Marti Sweet : violon
- Patrick Carroll : basse, programmation (20)
- Shelly Woodworth : cor anglais (20)
- Russ DeSalvo : guitare, claviers (20)
- Rob Mathes : arrangements des cordes (20)
- Ric Wake : production (20)
- Laurie Anderson : chant (3)
- Antony Hegarty : chant (8), chœurs
- The Blind Boys of Alabama : chœurs (16)
- David Bowie : chant (18)
- Elizabeth Ashley : voix (4)
- Willem Dafoe : voix (9)
- Steve Buscemi : voix (11)
- Amanda Plummer : voix (19)